# Vendsyssel FF

O Vendsyssel FF é um clube de futebol da Dinamarca, fundado em 2013, da cidade de Hjørring.
O clube joga com a licença do FC Hjørring.

## Elenco Atual
Atualizado em 18 de Março de 2015.
Nota: Bandeiras indicam equipe nacional, conforme definido pelas regras de elegibilidade da FIFA. Os jogadores podem ter mais de uma nacionalidade não-FIFA.
| N.º |             | Posição | Jogador             |
| --- | ----------- | ------- | ------------------- |
| 1   | Dinamarca   | G       | Jesper Christiansen |
| 2   | Dinamarca   | D       | Buster Munk         |
| 3   | Dinamarca   | M       | Thomas Hansen       |
| 4   | Dinamarca   | D       | Mark Westergaard    |
| 5   | Dinamarca   | D       | Chris Sørensen      |
| 6   | Ilhas Faroe | M       | Hallur Hansson      |
| 7   | Dinamarca   | M       | Martin Bergvold     |
| 8   | Suécia      | A       | Ken Fagerberg       |
| 10  | Dinamarca   | M       | Mattias Mete        |
| 11  | Dinamarca   | A       | Michael Nielsen     |
| 12  | Dinamarca   | A       | Rune Frantsen       |
| 14  | Dinamarca   | D       | Jeppe Sloth         |

| N.º |                      | Posição | Jogador                |
| --- | -------------------- | ------- | ---------------------- |
| 15  | Dinamarca            | D       | Jens-Kristian Sørensen |
| 16  | Estados Unidos       | D       | Mayowa Alli            |
| 17  | Dinamarca            | M       | Nicklas Sørensen       |
| 18  | Dinamarca            | D       | Henrik Kildentoft      |
| 19  | Dinamarca            | A       | Mads Greve             |
| 20  | Dinamarca            | D       | Oliver Helledie        |
| 21  | Bósnia e Herzegovina | A       | Edin Murga             |
| 22  | Rússia               | G       | Mark Ryutin            |
| 23  | Dinamarca            | M       | Bjarke Jacobsen        |
| 24  | Dinamarca            | M       | Christian Overby       |
| 25  | Dinamarca            | M       | Ruben Winther          |
| 27  | Dinamarca            | M       | Christian Amtoft       |

## Notáveis Treinadores
- Thomas Thomasberg
- Kim Poulsen
- Ove Christensen
- Boye Habekost
- Søren Kusk